# Олена Трегуб
Олена Трегуб (нар. 15 вересня 1982, Київ) — українська громадська діячка та експертка з питань протидії корупції, оборонних реформ, міжнародних відносин і санкційної політики. Вона відома своєю роботою з просування прозорості, належного врядування та підзвітності, зокрема у секторі безпеки та оборони. Як урядовець відповідала за управління міжнародною допомогою в Україні.
У 2019 році Трегуб у співпраці з Transparency International заснувала Незалежну антикорупційну комісію з питань оборони (НАКО), неурядову організацію, яка займається боротьбою з корупцією у сферах, критичних для національної безпеки України.

## Ранній етап кар'єри та освіта
Олена Трегуб навчалася в Національному університеті «Києво-Могилянська академія», де отримала ступінь бакалавра з політології. На рівні післядипломної освіти навчалася в Центрально-Європейському університеті в Будапешті та Школі права і дипломатії Флетчера при Університеті Тафтса, спеціалізуючись на міжнародних відносинах і державній політиці. Свою кар'єру вона розпочала в журналістиці та міжнародних відносинах, надаючи аналітику щодо політичного та економічного розвитку України.
У США Олена обіймала кілька посад, зокрема працювала викладачкою політології в Університеті Адельфі, медіа-координаторкою в ООН у Нью-Йорку, а також кореспонденткою Українського інформаційного агентства УНІАН та Kyiv Post.
Трегуб була співзасновницею освітньої консалтингової групи, яка пропонувала програми професійного стажування та навчання за кордоном для молоді з Північної Америки в Центрально-Східній Європі (Global Education Leadership). Вона також працювала колумністкою для Kyiv Post та дослідницею з питань України для New York Times. Її статті про внутрішню та міжнародну політику України публікувалися в різних європейських та американських медіа.

## Державна служба
Після проживання у Нью-Йорку та Вашингтоні протягом десяти років, Трегуб у 2015 році повернулася до України та приєдналася до уряду, сприяючи постмайданній демократичній трансформації країни. Її було призначено директоркою департаменту координації міжнародної допомоги в Міністерстві економічного розвитку і торгівлі, де вона відповідала за портфель міжнародних проєктів на суму понад 10 мільярдів доларів. Трегуб здобула визнання завдяки впровадженню прозорої цифрової системи відслідковування проектів міжнародної допомоги та протидії корупції, повязаною з міжнародною допомогою, що спричинило її звільнення у 2017 році та подальше поновлення на посаді за рішенням Київського окружного адміністративного суду у жовтні 2018 року.

## Внесок у боротьбу з корупцією
У 2016 році Трегуб співпрацювала з Transparency International для створення Незалежної антикорупційної комісії (раніше — Незалежний оборонний антикорупційний комітет) (НАКО).
У НАКО Трегуб просувала впровадження стандартів корпоративного управління ОЕСР та антикорупційних стандартів в оборонній промисловості України, зокрема в Укроборонпромі, українському державному оборонному концерні. Під її керівництвом НАКО активно здійснювала моніторинг процесів відбору нових керівників державних підприємств (ДП) та публічно висвітлював випадки корупції в галузі.
Її перебування в НАКО відзначається внеском у розробку законодавчих реформ таких як законопроект про корпоратизацію Укроборонпрому, а також у проведення першої міжнародної фінансово-криміналістичної експертизи та аудиту Укроборонпрому.

## Політичний вплив і робота у громадянському суспільстві
Трегуб підтримує міцні зв'язки з ключовими особами, які приймають рішення в Україні, навіть перебуваючи тривалі періоди за кордоном. Вона бере активну участь у формуванні політичних дискусій щодо оборонної реформи, боротьби з корупцією та координації міжнародної допомоги. Робота Трегуб сприяла створенню наглядових рад в оборонних відомствах і вплинула на законодавчі зміни, спрямовані на підвищення прозорості в оборонному секторі.

## Міжнародна адвокація та дипломатія
Трегуб має значний досвід роботи з міжнародними донорами та організаціями, включаючи ООН, USAID, ЄБРР, Світовий банк та МВФ та ЄС. Її адвокаційні зусилля були зосереджені на зміцненні зв'язків України із західними партнерами, забезпеченні міжнародної підтримки та просуванні реформ, які приводять оборонний сектор України у відповідність зі стандартами НАТО.
Роль Трегуб передбачає численні поїздки до Сполучених Штатів, Європи та Азії, щоб залучати подальшу підтримку для України, особливо під час війни. Її зусилля спрямовані на забезпечення міжнародної допомоги та ресурсів, необхідних Україні для захисту свого суверенітету та для ефективної боротьби з корупцією. Вона часто бере участь у глобальних форумах і політичних дискусіях.
28 січня 2022 року, напередодні повномасштабного вторгнення в Україну, Трегуб виступила у ефірі Atlantic Council C-Span, закликаючи генерального секретаря НАТО Єнса Столтенберга підтримати Україну у світлі неминучого вторгнення на її територію.
Після повномасштабного вторгнення разом з іншими лідерами громадянського суспільства Трегуб зустрічалась з американськими політиками, включаючи Ненсі Пелосі, Тома Коттона, Берні Сандерса, Адама Кінзінгера, Августа Пфлугера, Кірстен Гіллібранд, Маршу Блекберн і Тіну Сміт. Трегуб наголошувала на стійкості України та рішучості українського народу чинити спротив російській агресії, а також на зміцненні військової підтримки США.

## Санкційна робота
Трегуб — експерт з міжнародних санкцій та експортного контролю. Її дослідження підкреслили неспроможність поточних санкційних політик запобігти потоку західних технологій до агресивних режимів, таких як Росія, Іран і Північна Корея. Вона була активним прихильником усунення прогалин у політиці експортного контролю та закликала до посилення заходів для запобігання передачі критичних компонентів, які використовуються у виробництві зброї цими країнами.
У 2023 році Трегуб виступила на слуханнях у Сенаті Гельсінської комісії США, щоб свідчити про ухиляння Росії від санкцій і відмивання грошей.

## Медіа-профіль
Трегуб є частим коментатором як українських, так і міжнародних ЗМІ. Вона дає інтерв'ю на різноманітні теми: від оборонних реформ і боротьби з корупцією до міжнародних санкцій і геополітичних питань. Її діяльність висвітлювалась у таких виданнях, як Bloomberg, BBC, France24, Sky News, Голос Америки, KBS, TRT, NDTV і Al Jazeera, а також на інших відомих новинних платформах.

## Визнання та нагороди
Діяльність Трегуб здобула визнання як в Україні, так і за кордоном. Її бачення впливає на формування міжнародного сприйняття та політик щодо України, зокрема у сфері оборони та безпеки.
Трегуб отримала кілька нагород за свою реформаторську антикорупційну роботу. У 2012 році Всесвітній економічний форум обрав її представляти Україну як Global Shaper на форумі в Давосі. У 2017 році Атлантична рада США обрала її Лідером тисячоліття. Вона є лауреатом CEU Alumni Impact Award. Вона є членом правління Громадського ТБ з 2020 року та членом Наглядової ради коаліції B4Ukraine.